# Simca 1100
Simca 1100 – kompaktowy samochód osobowy produkowany przez francuską firmę Simca w latach 1967–1985. Dostępny jako: 3- lub 5-drzwiowy hatchback, 5-drzwiowe kombi oraz 5-drzwiowy van lub pickup. Do napędu samochodu używano silników R4 o pojemności: 0,9, 1,1 oraz 1,3 litra. Moc przenoszona była na oś przednią poprzez 4-biegową manualną skrzynię biegów. W plebiscycie na Europejski Samochód Roku 1968 samochód zajął 3. pozycję (za NSU Ro 80 i Fiatem 125).

## Dane techniczne
Źródło:

### Silnik
- R4 1,1 l (1118 cm³), 2 zawory na cylinder, OHV
- Układ zasilania: gaźnik
- Średnica × skok tłoka: 74,00 mm × 65,00 mm
- Stopień sprężania: 9,6:1
- Moc maksymalna: 61 KM (44,7 kW) przy 6000 obr./min
- Maksymalny moment obrotowy: 84 N•m przy 3200 obr./min

### Osiągi
- Przyspieszenia 0-80 km/h: 11,8 s
- Przyspieszenia 0-100 km/h: 16,7 s
- Prędkość maksymalna: 135 km/h

## Galeria

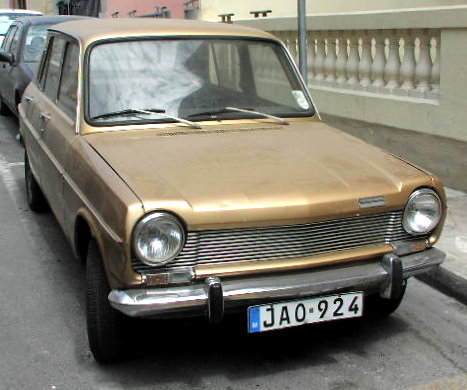
Simca 1100
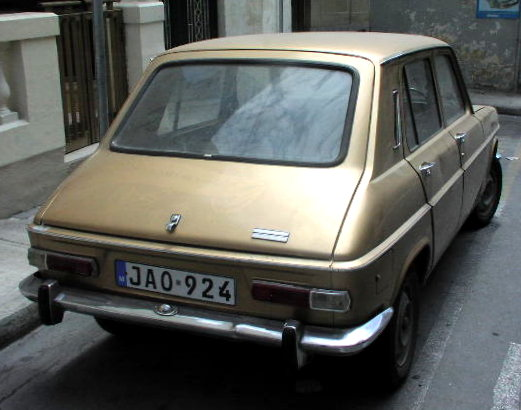
Simca 1100 - tył nadwozia
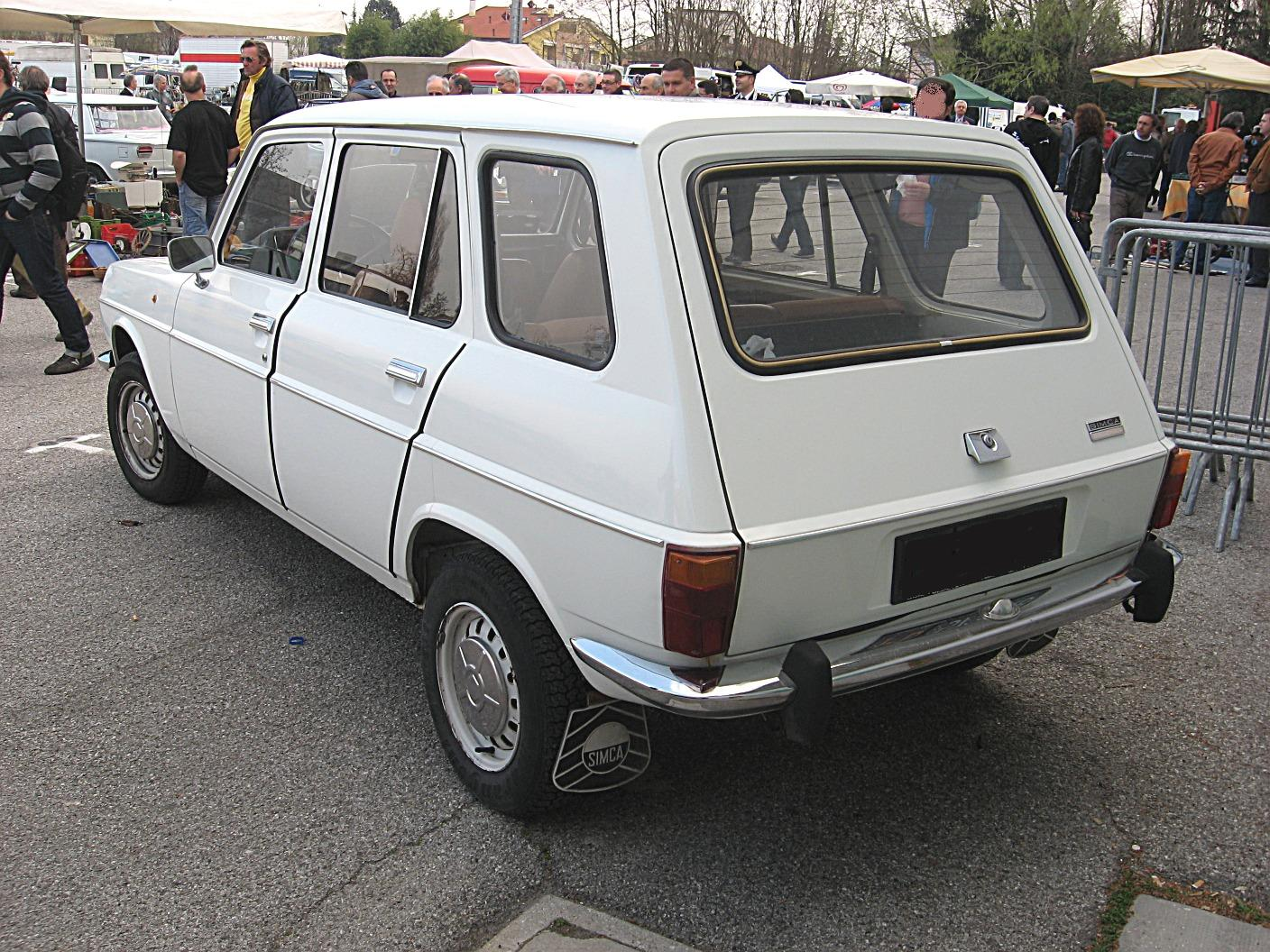
Simca 1100 kombi - tył nadwozia
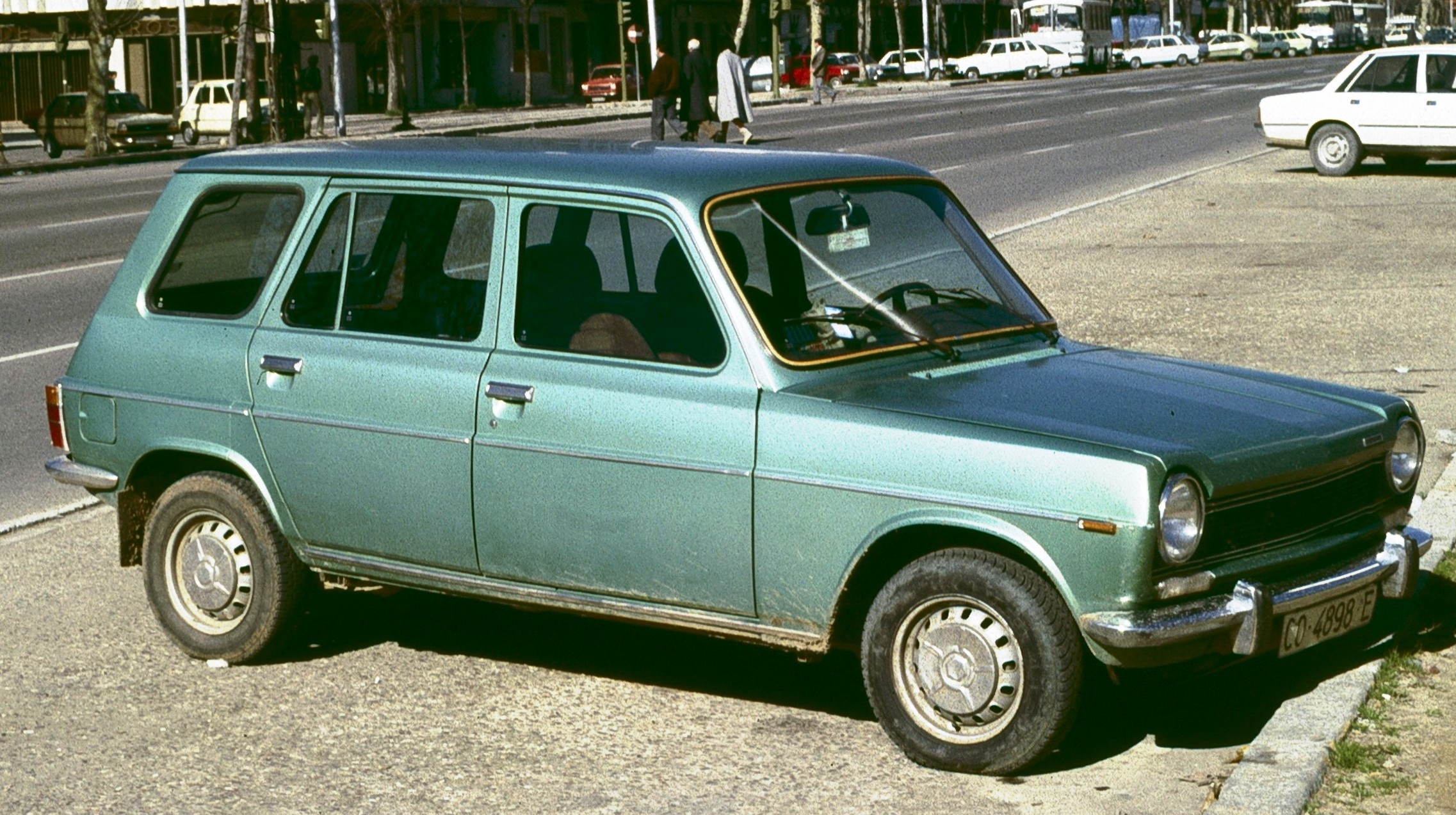
Simca 1100 kombi